# Jam (Michael Jackson sang)
 For alternative betydninger, se Jam. (Se også artikler, som begynder med Jam)
"Jam" er en sang fra Michael Jacksons album Dangerous fra 1991. Sangen blev udgivet på single i 1992 og opnåede en førsteplads på den franske hitliste. 

## Handling
Sangen handler om, at folk skal stå sammen og hjælpe hinanden. Michael Jackson mener, at både de magtfulde og de mindre magtfulde skal stå sammen og gøre, hvad de kan. Samtidig siger han, at vi skal leve hver eneste dag, som om det er den sidste i vores liv.

## Musikvideo
Musikvideoen til sangen blev udgivet i juli 1992. I musikvideoen danser Michael Jackson i en kælder-lignende sag. Undervejs støder han på flere og flere mennesker, som han så spiller basketball med. Til sidst i musikvideoen kan man se ham prøve at lære Michael Jordan at danse, og før dette prøver Jordan at lære Michael Jackson at spille basketball.

## Gæsteoptræden
Undervejs i sangen rapper Heavy D en tekst.
| Musik | Spire Denne musikartikel er en spire som bør udbygges. Du er velkommen til at hjælpe Wikipedia ved at udvide den. |